# Alexandrowskoje (Stawropol)
Alexandrowskoje (russisch Алекса́ндровское) ist ein Dorf in der Region Stawropol (Russland) mit 27.471 Einwohnern (Stand 14. Oktober 2010).

## Geographie
Der Ort liegt im Vorland des Großen Kaukasus, im östlichen Teil der Stawropoler Höhen, etwa 90 Kilometer Luftlinie südöstlich des Regionsverwaltungszentrums Stawropol. Er befindet sich am Oberlauf der Tomuslowka, eines linken Nebenflusses der Kuma. Einige Kilometer westlich von Alexandrowskoje erhebt sich der Höhenzug bis auf knapp 700 m. Westlich des Ortes führt auch der aufwändig mit Tunneln und Dükern trassierte Große Stawropoler Kanal in nördlicher Richtung, ein Bewässerungskanal, an dem mit Unterbrechungen von 1957 und 2006 gebaut wurde und durch den Wasser vom Kuban bei Ust-Dscheguta in den zentralen Teil der Region abgeleitet wird.
Alexandrowskoje ist Verwaltungszentrum des gleichnamigen Rajons Alexandrowskoje. Zur Landgemeinde (Selskoje posselenije) gehören neben dem Dorf die nahegelegenen Siedlungen Dubowaja Roschtscha und Lesnaja Poljana sowie der Weiler Charkowski.

## Geschichte
Der Ort wurde 1777 als Festung Alexandrowskaja der Asow-Mosdoker Verteidigungslinie gegründet, die entlang der damaligen Südgrenze des Russischen Reiches zum Kaukasus verlief, wobei sich der Name auf den später heiliggesprochenen Fürsten und russischen Nationalhelden des 13. Jahrhunderts Alexander Newski bezog. 1785 wurde die Festung zu Stadt erhoben und unter dem Namen Alexandrowsk Verwaltungszentrum eines der fünf Ujesde des Gouvernements Kaukasus.
Mit der Gründung der südlich gelegenen Stadt Pjatigorsk 1830 verlor Alexandrowsk seine Bedeutung, wurde als Ujesdverwaltungszentrum abgelöst und wenig später in eine Kosakenstaniza unter der Namensform Alexandrowskaja umgewandelt. Nach einem Kosakenaufstand 1859–1860 wurde die Staniza per Ukas des Zaren Alexander II. vom 30. Dezember 1869 in ein Selo mit dem heutigen Namen umgewandelt, die Kosaken des Ortes damit zu „einfachen“ Bauern. Mit der Ausgliederung des Gouvernements Terek 1860, dem auch Pjatigorsk zugeordnet wurde, übernahm Alexandrowskoje jedoch wieder die Funktion eines Ujesdzentrums der inzwischen (1847) in Gouvernement Stawropol umbenannten Verwaltungseinheit.
Im Rahmen einer Verwaltungsreform wurde Alexandrowskoje 1924 Verwaltungszentrum eines Rajons. Im Zweiten Weltkrieg wurde Alexandrowskoje Mitte August 1942 von der deutschen Wehrmacht eingenommen und Mitte Januar 1943 von der Roten Armee im Verlauf der Nordkaukasischen Operation zurückerobert.

### Bevölkerungsentwicklung
| Jahr | Einwohner |
| ---- | --------- |
| 1897 | 10.257    |
| 1939 | 12.237    |
| 1959 | 13.587    |
| 1970 | 18.911    |
| 1979 | 24.427    |
| 1989 | 26.509    |
| 2002 | 27.512    |
| 2002 | 27.471    |

Anmerkung: Volkszählungsdaten

## Wirtschaft und Infrastruktur
In Alexandrowskoje als Zentrum eines Landwirtschaftsgebietes mit Anbau von Getreide und Sonnenblumen sowie Rinder-, Schaf- und Schweinehaltung gibt es Betriebe der Lebensmittelindustrie und der Bauwirtschaft.
Die nächstgelegene Bahnstation befindet sich in der 60 Kilometer entfernten Stadt Mineralnyje Wody. Durch Alexandrowskoje führt die Regionalstraße R262, die von Stawropol über Mineralnyje Wody an der M29, Georgijewsk und Mosdok in den nördlichen Teil der Republik Dagestan nach Kisljar und Krainowka am Kaspischen Meer führt.